# Tina Majorino
Tina Marie Majorino (Westlake, California; 7 de febrero de 1985) es una actriz estadounidense de ascendencia italiana. Comenzó su carrera en 1992 y es conocida por ser la niña tatuada (Enola) en la película Waterworld (1995), Alicia en la película para la TV Alicia en el país de las maravillas, de 1999 y como Deb en la comedia Napoleon Dynamite, de 2004. Ha actuado en series como Veronica Mars, Big Love y Grey's Anatomy. El 2010 protagonizó el videoclip de la canción «Fuckin' Perfect» de Pink. Actualmente ha aparecido como agente del FBI en Bones y es la protagonista de la sitcom animada basada en la película Napoleon Dynamite.

## Primeros años de vida
Majorino nació en Westlake Village, California, una ciudad en el condado de Los Ángeles, de Sarah y Bob Majorino. Tiene ascendencia italiana por parte paterna. Majorino tiene un hermano mayor, Kevin, con quien ha formado una banda de rock, The AM Project.

## Carrera
Majorino comenzó su carrera como actriz en una comedia de situación de 1992 llamada Camp Wilder. Su primer papel cinematográfico fue en Cuando un hombre ama a una mujer de 1994. Posteriormente protagonizó papeles principales en las películas familiares Corrina Corrina y Andre, las cuales se estrenaron en agosto de 1994. Su siguiente película fue la película de acción de 1995 Waterworld, interpretando a una niña llamada Enola.
Interpretó el papel principal en la película para televisión de 1999 Alicia en el país de las maravillas. Después de Alice, se tomó un tiempo libre del mundo del espectáculo y luego dijo que dejó de actuar para no perderse su infancia: "Quería experimentar las cosas que un niño pequeño puede experimentar y conocerme a mí misma, así que cuando regresé Podría ser lo suficientemente duro y fuerte para mantener una buena actitud, mantener la cabeza recta y tomar las decisiones correctas para mí y mi familia". No apareció en otra película hasta la película de culto de 2004 Napoleon Dynamite. A partir de 2004, desempeñó un papel recurrente en la serie de UPN, Veronica Mars, como Cindy "Mac" Mackenzie, experta en informática.
Apareció por primera vez en el octavo episodio del programa, " Like a Virgin ", y continuó hasta el final de la serie, "The Bitch is Back". El creador del programa, Rob Thomas, creó el papel pensando en ella. Conoció a Thomas mientras lo entrevistaba para un informe sobre uno de sus libros. Majorino se convirtió en una serie regular en la tercera y última temporada del programa. Durante su tiempo en Veronica Mars, también comenzó a aparecer en un papel recurrente en la serie de televisión por cable Big Love con la coprotagonista de Waterworld, Jeanne Tripplehorn, y sus compañeros del elenco de Veronica Mars, Amanda Seyfried y Kyle Gallner. En 2005, apareció en el vídeo musical de la canción "Blind" del grupo de rock Lifehouse.

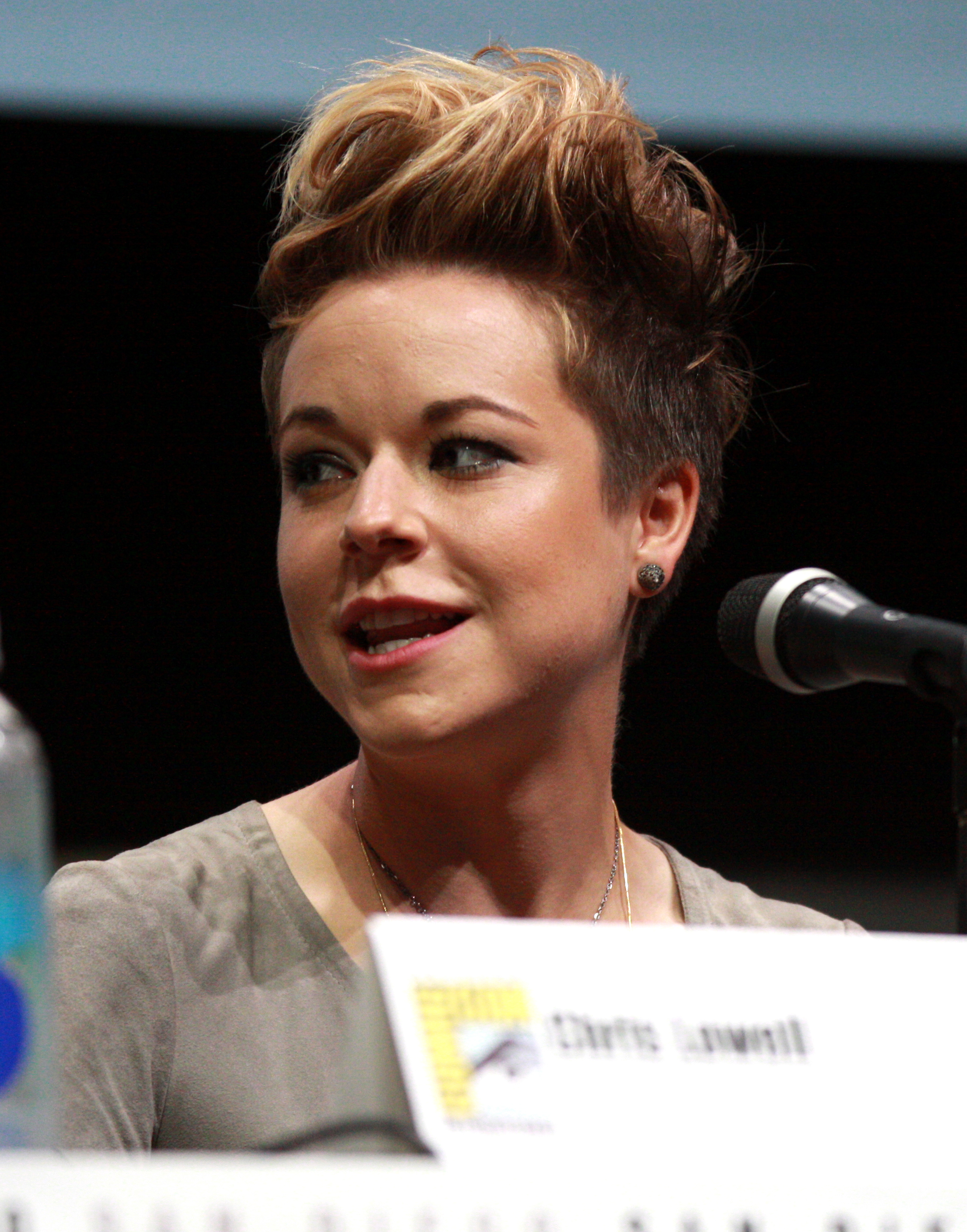
Majorino en 2013

## Filmografía

### Cine y televisión
- Camp Wilder (1992-1993) (TV) - Sophie Wilder
- When a Man Loves a Woman (1994) - Jess Green
- Andre (1994) - Toni Whitney
- Corrina Corrina (1994) - Molly
- Waterworld (1995) - Enola
- Before Women Had Wings (1997) - Avocet Abigail 'Bird' Jackson
- Santa Fe (1997) - Crystal Thomas
- Alicia en el país de las maravillas (1999) - Alicia
- Napoleon Dynamite (2004) - Deb
- Veronica Mars
- True Blood 5x3
- Castle  (2011) 3x18
- Anatomía de Grey (2012-2013)
- Big Love (2006-2011)
- Scorpion (2014-2018)
- I, Challenger (2022) - Vanessa